# Округ Ири (Охајо)
Округ Ири (енгл. Erie County) је округ у америчкој савезној држави Охајо.

## Демографија
По попису из 2010. године број становника је 77.079, што је 2.472 (-3,1%) становника мање него 2000. године.
| Група             | 2000.          | 2010.          |
| Белци             | 69.510 (87,4%) | 65.463 (84,9%) |
| Афроамериканци    | 6.876 (8,6%)   | 6.644 (8,6%)   |
| Азијати           | 298 (0,4%)     | 463 (0,6%)     |
| Хиспаноамериканци | 1.664 (2,1%)   | 2.604 (3,4%)   |
| Укупно            | 79.551         | 77.079         |